# The Black Eyed Peas
The Black Eyed Peas (в переводе с англ. — «черноглазые горошки»; первоначально Black Eyed Peas) — американская хип-хоп-группа, состоящая из рэперов will.i.am, apl.de.ap, Taboo и певицы J. Rey Soul. Изначально группа работала в жанре альтернативный хип-хоп, впоследствии их звучание изменилось на поп и данс-поп. Хотя группа была основана в Лос-Анджелесе в 1995 году, только с выходом в 2003 году третьего альбома, Elephunk, они добились рекордно высоких продаж. С тех пор было продано около 76 миллионов записей (35 миллионов экземпляров альбомов и 41 миллион — синглов), что делает их одной из самых продаваемых групп всех времён. По состоянию на 2011 год, согласно Nielsen SoundScan, The Black Eyed Peas были второй самой продаваемой группой/исполнителем всех времён по загруженным композициям (после Рианны), имея свыше 42 миллионов продаж.

## История группы

### 1988—2000
История группы началась в 1988 году, когда познакомились восьмиклассники Уильям Адамс (will.i.am) и Аллен Пинеда (apl.de.ap). Осознав, что у них общие идеи и предпочтения в музыке, ребята решили объединить свои усилия для создания собственной группы. Вскоре они начали читать рэп в различных ночных клубах Лос-Анджелеса, назвав свой дуэт Atban Klann (A Tribe Beyond a Nation). Дуэт быстро завоевал популярность среди местной рэп- и брейк-данс тусовки.
Atban Klann подписали договор с Ruthless Records (принадлежащей Eazy-E), но их альбом не был выпущен, так как их позитивная и умиротворяющая лирика была слишком необычной для Ruthless. Треки с невыпущенного альбома (Grass Roots) хранятся у организатора BEP Family и известного диджея Dj Motiv8.
Но после неожиданного краха и смерти Eazy-E в 1995 году, к Atban Klann присоединяется третий участник Хайме Луис Гомес (Taboo). Они изменили название группы сначала на Black Eyed Pods, а затем на Black Eyed Peas (название популярной в южных штатах разновидности коровьего гороха).
После заключения контракта с Interscope Records и выпуска в 1998 году дебютного альбома Behind the Front группа получила признание критиков. Сингл из этого альбома «Joints & Jam» стал саундтреком к фильму Булворд (1998). В 2000 году вышел их второй альбом Bridging the Gap. Его сингл «Request + Line» был исполнен совместно с Мэйси Грей (Macy Gray).
Оба альбома были распроданы большим тиражом из-за нелегального пиратского копирования.

### 2000—2004
2 ноября 2001 года группа приступила к созданию своего третьего альбома. В 2002 году к Black Eyed Peas присоединяется Стейси Фергюсон (Fergie), После чего к названию прибавилось «The». С этого момента The BEP начинают своё восхождение к вершинам славы.
В июне 2003 года вышел третий альбом Elephunk, с его громкими хитами «Where Is the Love?», «Shut Up», «Hey Mama» и «Let's Get It Started».
В 2004 году отправились в турне Elephunk Tour по странам Европы и Азии.

### 2004—2009
В июне 2005 года вышел четвёртый альбом Monkey Business с синглами «Don’t Phunk with My Heart», «Don’t Lie», «My Humps», «Pump It».
А в марте 2006 года перед турне в поддержку Monkey Business был выпущен пятый ремиксовый альбом — Renegotiations: The Remixes. В него вошли песни из Monkey Business. Две песни из альбома остались альбомной версией. Black Eyed Peas специально пригласили знаменитых рэперов, чтобы получились качественные ремиксы.
В конце 2006 года появились слухи о распаде группы, из-за сольных проектов всех участников (Fergie — The Dutchess, will.i.am — Songs About Girls, Taboo — Tabmagnetic, apl.de.ap — You Can Dream, Bucky Jonson (подгруппа BEP) & Airpushers (Printz & Tim) также выпустили альбомы).
Однако, в интервью американскому MTV will.i.am сказал, что Black Eyed Peas не собираются распадаться, и что новый альбом The E.N.D (Energy Never Dies) выйдет к концу 2008 года. Однако позднее стало известно, что альбом выйдет в свет в июне 2009 года. Также will.i.am сказал, что не может дождаться, когда все участники уже наконец-то соберутся вместе.

### 2009—2014
Пятый студийный альбом группы The E.N.D. вышел 3 июня 2009 в Японии и 9 июня во всем мире. Первые два официальных сингла «Boom Boom Pow» и «I Gotta Feeling» продержались на вершине чарта Billboard Hot 100 в общей сложности полгода (12 и 14 недель соответственно), что было рекордом.
«Meet Me Halfway» — третий сингл, вышедший 22 сентября, возглавил чарты Великобритании и Австралии. «Imma Be» — четвёртый 
сингл, выпущенный только в Америке 15 января 2010 года. «Rock That Body» — четвёртый сингл с альбома для Европы, Латинской Америки и Австралии. Выход сингла состоялся 29 января 2010 года.
В 2010 году на 52 Церемонии вручения Грэмми Black Eyed Peas взяли три награды: Лучший поп-альбом, Лучший поп-вокал, Лучшее видео. На церемонии они исполнили песни «Imma Be» и «I Gotta Feeling».
30 ноября 2010 года вышел новый альбом The Beginning. В новом альбоме используются новые звучания, новые технологии. Первым синглом стала песня «The Time (Dirty Bit)», поднявшаяся на вершины множества чартов, но не продержавшаяся там долго. Перед началом южно-американского тура группа успела тайно снять клип.
В 2011 году The Black Eyed Peas объявили о временном прекращении своей деятельности.

### Воссоединение (2015 — настоящее время)
В 2015 году трое участников коллектива — will.i.am, apl.de.ap и Табу — снялись в ролике Yesterday, посвященном 20-летию группы. Вокалистка Ферги не присоединилась к коллегам.
8 апреля 2016 года один из участников коллектива will.i.am заявил о воссоединении группы и записи нового альбома.
31 августа 2016 года был выпущен новый сингл (переиздание песни 2003 года «Where Is the Love?») — «#WHEREISTHELOVE». В записи трека участвовало несколько десятков человек, в том числе: Джастин Тимберлейк, Шон Комбc, Джейми Фокс и Snoop Dogg. Клип, который вышел 1 сентября, получился фактически документальным: в видео идет документальная хроника терактов и катаклизмов последних лет.
9 января 2018 года The Black Eyed Peas выпустили первый сингл за семь лет без участия Ферги — «Street Livin’». 18 февраля того же года will.i.am в интервью The Daily Star подтвердил, что Ферги покинула группу.
Позже в 2018 году к группе присоединилась участница филиппинской версии шоу «The Voice» Jessica Reynoso (J. Rey Soul). Примечательно, что Джессика уже принимала участие в записи нового альбома.
17 мая 2018 года группа выпустила сингл под названием «Ring the Alarm», в этом видео впервые появилась новая участница группы Джессика. Сингл «Get It» был выпущен 10 июля 2018 года. Клип Constant pt. 1 и 2 были выпущены на YouTube 30 августа 2018 года.
12 сентября 2018 года вышел сингл «Big Love». Видео на эту песню вышло 20 сентября 2018 года.
25 октября 2018 года на YouTube-канале группы вышел клип «DOPENESS».
26 октября 2018 года вышел альбом Masters of the Sun Vol. 1.
4 июня 2019 года вышел новый сингл и клип группы, записанный при участии Snoop Dogg — Be Nice. В октябре 2019 года вышла песня «RITMO» совместно с J Balvin. Большая часть песни поется на испанском.
В апреле 2020 года вышла песня «Mamacita» совместно с пуэртоамериканским рэпером Осуной и певицей J. Rey Soul, которая является участницей группы. Летом того же года вышли песни «FEEL THE BEAT» совместно с колумбийским певцом Малумой, и «VIDA LOCA» совместно с американскими рэперами Ники Джемом и Tyga.

## Состав

### Текущий состав
Уильям Адамс (will.i.am) — вокал, клавишные (1992-настоящее время)
Аллен Пинеда (apl.de.ap) — вокал, ударные (1992-настоящее время)
Хайме Гомес (Taboo) — вокал, диджей, гитара (1995-настоящее время)
Джессика Рейносо (J. Rey Soul) — вокал (2018-настоящее время)

### Бывшие участники
Данте Сантьяго — вокал (1995)
Ким Хилл — вокал (1995—2000)
Стейси Фергюсон (Fergie) — вокал (2002—2016)

## Дискография
Студийные альбомы
- Behind the Front (1998)
- Bridging the Gap (2000)
- Elephunk (2003)
- Monkey Business (2005)
- The E.N.D. (2009)
- The Beginning (2010)
- Masters of the Sun Vol. 1 (2018)
- Translation (2020)
- Elevation (2022)

## Туры
- Van’s Warped Tour (1999)[7]
- Honda Civic Tour (2006)
- Monkey Business World Tour (2005/2006)
- Black Blue & You Tour[англ.] (2007)
- The E.N.D. World Tour (2009—2010)
- The Beginning Massive Stadium Tour (2011)
- Masters of the Sun (2018)

## Рекорды
- Песня «I Gotta Feeling», считавшаяся на iTunes самым продаваемым треком всех времен, заработала статус первой песни, легально скачанной более 6 млн раз
- Наряду с онлайновыми рекордами «I Gotta Feeling» также сумела поставить рекорд в чартах Billboard, продержавшись на первом месте 14 недель. Вместе с песней «Boom Boom Pow» Black Eyed Peas продержались на первом месте полгода.
- Альбом The E.N.D. стал мультиплатиновым.

## Награды

### Премия Гремми/Grammy Awards[8]
| Категории                              | Песня / Альбом / Клип       | Год  | Результат |
| -------------------------------------- | --------------------------- | ---- | --------- |
| Record of the Year                     | «Where Is the Love?»        | 2004 | Номинация |
| Best Rap/Sung Collaboration            | «Where Is the Love?»        | 2004 | Номинация |
| Record of the Year                     | «Let's Get It Started»      | 2005 | Номинация |
| Best Rap Performance by a Duo or Group | «Let's Get It Started»      | 2005 | Победа    |
| Best Rap Song                          | «Let's Get It Started»      | 2005 | Номинация |
| Best Rap Performance by a Duo or Group | «Don't Phunk with My Heart» | 2006 | Победа    |
| Best Rap Song                          | «Don't Phunk with My Heart» | 2006 | Номинация |
| Best Pop Performance by a Duo or Group | «Don't Lie»                 | 2006 | Номинация |
| Best Pop Collaboration with Vocals     | «Gone Going»                | 2006 | Номинация |
| Best Pop Performance by a Duo or Group | «My Humps»                  | 2007 | Победа    |
| Album of the Year                      | «The E.N.D.»                | 2010 | Номинация |
| Best Pop Vocal Album                   | «The E.N.D.»                | 2010 | Победа    |
| Record of the Year                     | «I Gotta Feeling»           | 2010 | Номинация |
| Best Pop Performance by a Duo or Group | «I Gotta Feeling»           | 2010 | Победа    |
| Best Dance Recording                   | «Boom Boom Pow»             | 2010 | Номинация |
| Best Short Form Music Video            | «Boom Boom Pow»             | 2010 | Победа    |

## Исполнители, работавшие с группой
| - 2NE1 - Arrested Development - Baba - Beat Pharmacie - Common - Benny Benassi - Britney Spears - David Guetta - Danja - De La Soul - Del tha Funkee Homosapien - Digable Planets - Eric West - Джек Джонсон - James Brown | - John Forté - Jonn Legend - Juanes - Jungle Brothers - Jurassic 5 - Justin Timberlake - Kim Hill - Lauryn Hill - LMFAO - Мейси Грэй - Papa Roach - Pras - Pussycat Dolls - Q-Tip - Карлос Сантана | - Сержио Мендес - Стинг - Souljahz - Shaggy - Timbaland - The Fugees - The Roots - Travis Barker - Will Smith - Wyclef Jean - 50 Cent - Flo Rida - Rihanna - Usher - Shakira |

## Факты
- The Black Eyed Peas участвовали в рекламе батончиков Snickers, в сериале под названием Instant def. Для сериала была записана специальная песня под названием So Fresh.
- The Black Eyed Peas участвовали в рекламе Pepsi. Для рекламы был записан трек «More».
- Black Eyed Peas устроили грандиозное представление на «Шоу Опры Уинфри». Под их песню «I Gotta Feeling» синхронно танцевали около 20 тысяч человек.
- Песня «I Gotta Feeling» была использована в качестве саундтрека к трейлеру фильма «День Святого Валентина».
- В фильме «Машина времени в джакузи» Craig Robinson исполнил кавер на песню Let’s Get It Started.
- В композиции The Time (Dirty Bit) звучат фрагменты текста песни Time of my life, которая изначально в исполнении Билла Медли и Дженнифер Уорнс звучала в фильме «Грязные танцы».
- Композиция «Pump It» была использована в качестве саундтрека к фильму «Такси 4».